# Louisette Texier
Pour les articles homonymes, voir Texier.
Louisette Texier, née Arpiné Hovanessian (en arménien : Արփինե Հովհաննիսեան) le 18 février 1913 à Konya (Empire ottoman) et morte le 20 juillet 2021 à La Romieu (Gers), est une résistante lors de la Seconde Guerre mondiale et pilote automobile française après la guerre. Elle est également une des dernières survivantes du génocide arménien.

## Biographie

### Premières années
Arpiné Hovanessian naît le 18 février 1913,, dans une famille arménienne de Turquie. Son père est assassiné en 1915, pendu par les Turcs, victime du génocide arménien. Leur mère sauve de justesse Arpiné et sa sœur, en les plaçant dans l'orphelinat de l'école arménienne Tebrotzassère située alors à Constantinople. L'école s'installe en 1922 à Salonique, puis à Marseille en 1924, puis enfin au Raincy en 1928. Arpiné suit les déménagements successifs de l'école et a pour condisciple Mélinée Manouchian. Elle ne retrouvera sa mère que longtemps après, à l'âge adulte,.

### Vie ultérieure
Elle quitte le pensionnat à l'âge de 15 ans, pour « devenir danseuse dans les cabarets parisiens et vivre sans contrainte ». Elle se marie et a deux enfants. Elle participe à la Résistance pendant la Seconde Guerre mondiale, comme en témoigne sa carte FFI, et cache une famille juive. En 1956, elle ouvre une boutique de vêtements à Neuilly-sur-Seine.

### Compétitions en sport automobile
Louisette Texier est passionnée de voitures et de sport automobile. Elle participe à des compétitions de haut niveau de 1956 à 1964,, entre autres le rallye automobile Monte-Carlo ou encore le Tour de France automobile. Elle se classe 2e de cette compétition en 1963, en duo avec Annie Soisbault, au volant d'une Jaguar MK2.

### Fin de vie
Elle meurt en juillet 2021 à 108 ans. Ses obsèques se déroulent le 21 juillet à l'église orthodoxe de Lectoure.

## Hommages
Elle est sélectionnée par le projet « Daring Armenian Women » qui distingue des femmes d'origine arménienne célèbres.